# Fred Savage
Fredrick Aaron «Fred» Savage (Chicago, 9 de julio de 1976) es un actor, director y productor de televisión y películas estadounidense. Es principalmente conocido por su papel de Kevin Arnold en la exitosa serie de televisión estadounidense The Wonder Years, que se emitió desde 1988 hasta 1993 y también como el nieto en la película The Princess Bride.
Su interpretación en The Wonders Years le valió nominaciones a los premios Emmy y a los Globos de Oro en la categoría de mejor actor principal en una serie de comedia, cuando apenas tenía 13 años, por lo que fue el actor más joven en ser nominado. Durante el apogeo y la popularidad de The Wonder Years, Savage apareció en numerosos anuncios publicitarios.
Ha protagonizado numerosas películas como The Boy Who Could Fly, Vice Versa, Little Monsters y El campeón del videojuego. En los últimos años, ha dirigido y producido numerosos episodios de series de televisión, tales como Ned's Declassified School Survival Guide, Hannah Montana, y Phil of the Future, así como la serie Ugly Betty, It's Always Sunny In Philadelphia, Modern Family, Happy Endings y 2 Broke Girls. También ha dirigido varios episodios de la Starz pay-per-view y Party Down.

## Primeros años
Savage nació en Chicago, es el primer hijo de Joanne y Lewis Savage, quien era un corredor de bienes raíces industriales y consultor inmobiliario. Su hermano es el también actor Ben Savage, y su hermana es la actriz/cantante Kala Savage. Sus abuelos eran inmigrantes judíos procedentes de Polonia, Ucrania, Alemania, y Letonia. Se crio bajo la religión de judaísmo reformista.

## Carrera
Su primera actuación registrada fue en el video de 1987 Dinosaurs! - A Fun-Filled Trip Back in Time!. Él entonces apareció en la pantalla grande en la película The Boy Who Could Fly y varios espectáculos de televisión, incluyendo The Twilight Zone y Crime Story antes de ganar la atención a nivel nacional cuando participó como el nieto en la película de 1987 The Princess Bride.

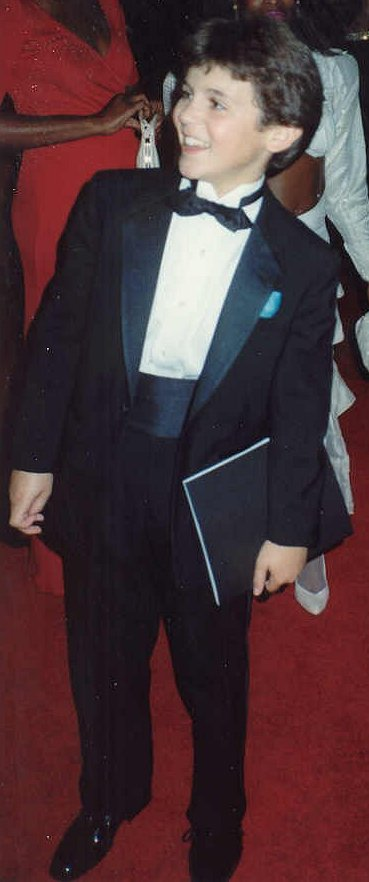
Savage en la ceremonia de los premios Emmy, 1989.

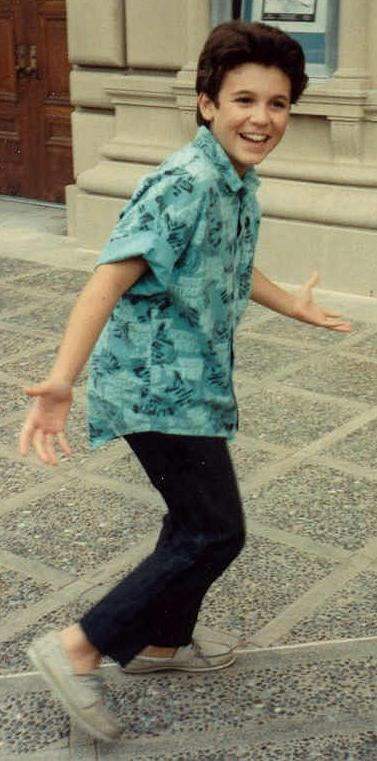
Savage como Kevin Arnold en The Wonder Years.

En 1988, Savage apareció como Kevin Arnold en The Wonder Years, su papel más conocido. Su paso por el programa dio lugar a dos nominaciones para los Golden Globe y dos Emmy las candidaturas para Outstanding Lead Actor in a Comedy Series; a la edad de 13 años, fue el actor más joven en recibir estos honores. Permaneció en el programa hasta que terminó en 1993. Durante este período, apareció en varias películas, sobre todo en la película de gran éxito Vice Versa como Charlie Seymour, en 1989 apareció en la película Little Monsters con su hermano Ben Savage y en la película El campeón del videojuego. Después de The Wonder Years, Savage hizo apariciones en películas de televisión y funciones de caridad, tales como el programa Boy Meets World (en el que actuaba con su hermano Ben). En 1990 participó en la película hecha para la televisión When You Remember Me, haciendo el papel de un niño con distrofia muscular. Más tarde, en 1991, participó en la película también hecha para la televisión, Christmas on Division Street basada en la vida real de Trevor Ferrell.
Ha prestado su voz a programas de animación como Family Guy, Kim Possible, Justice League Unlimited, Oswald, y Holidaze: The Christmas That Almost Didn't Happen. Sus dos papeles principales desde The Wonder Years son las comedias de corta duración Working y Crumbs.
Savage apareció en un episodio de la serie Law & Order: Special Victims Unit y como un profesor mujeriego en Boy Meets World. Se ubicó en el puesto 27 de 100 en la lista "Greatest Kid Stars".
En julio de 2008, Savage fue actor invitado en la serie por Internet The Rascal en Crackle.

### The Wonder Years (Aquellos maravillosos años)
Su carrera cambio completamente al ser elegido como el protagonista de la serie Aquellos maravillosos años a la edad de 13 años, serie que lidiaba con los problemas sociales y acontecimientos históricos de los años 1960s y principios de los 1970s, vistos a través de su personaje principal, Kevin Arnold, quién también afrontaba conflictos sociales de adolescentes (principalmente con su mejor amigo Paul, y Winnie Cooper, en quien estaba interesado sentimentalmente) problemas familiares y otros temas.
La interpretación de este personaje le valió a Savage nominaciones a los premios Emmy y a los Globos de Oro en la categoría como Mejor actor principal en una serie de comedia con apenas 13 años, siendo el más joven en ser nominado.
Durante el apogeo y la popularidad de The Wonder Years, Savage apareció en numerosos anuncios publicitarios.
Su personaje se convirtió en uno de los más populares e icónicos en la historia de la televisión americana. A menudo se lo ha comparado con Bart Simpson, que tiene una personalidad similar, y a Milhouse Van Houten como su mejor amigo Paul. [cita requerida]

## Carrera como director
En 1999 Savage comenzó su carrera como director en episodios de más de una docena de series de televisión. Sus créditos incluyen Boy Meets World, Zoey 101, Drake & Josh, Ned's Declassified, y Big Time Rush para Nickelodeon, así como That's So Raven, Hannah Montana y Wizards of Waverly Place para Disney Channel.
Además de dirigir varios episodios, Savage coprodujo la serie original de Disney Channel Phil of the Future. En 2007 fue nominado para un Directors Guild por un episodio de "Not-So-Great-Great Grandpa".
Más recientemente se ha desempeñado como productor de varios episodios de It's Always Sunny in Philadelphia, Friends with Benefits, Party Down, y Phil of the Future, Happy Endings,  Modern Family  y 2 Broke Girls.
En 2020 dirigió cuatro episodios de la serie de Netflix Dash & Lily.

## Vida personal
A la edad de 23 años, Savage se graduó en la Universidad Stanford en 1999 con una licenciatura en inglés.
Está casado con su amiga de la infancia, Jennifer Lynn Stone, desde 2004. Han sido padres de tres hijos. Un hijo llamado Oliver Philip, nacido el 5 de agosto de 2006, una hija llamada Lily Aerin, nacida el 3 de mayo de 2008 y un hijo llamado Auggie nacido en noviembre de 2020.

## Filmografía
- The Boy Who Could Fly (1986) como Louis Michaelson
- Dinosaurs! - A Fun-Filled Trip Back in Time! (1987) como Phillip
- The Princess Bride (1987) como el nieto
- Vice Versa (1988) como Charles "Charlie" Seymour
- Little Monsters (1989) como Brian Stevenson
- El campeón del videojuego (1989) como Corey Woods
- No One Would Tell (1996) como Bobby Tennison
- A Guy Walks Into a Bar (1997) como Josh Cohen
- Jungle Book: Mowgli's Story (1998) Narrador
- The Rules of Attraction (2002) como Marc
- Austin Powers in Goldmember (2002) como Número tres
- Confessions of a Dangerous Mind (2002)
- The Last Run (2004) como Steven Goodson
- Welcome to Mooseport (2004) como Bullard
- Men in Black 3 (2012) como la voz del Alien cazador de recompensas, Axis
- Once Upon A Deadpool (2018) como él mismo.

### Series y películas para televisión
- The Twilight Zone (Episodio: "What Are Friends For") (1986) como Jeff Mattingly
- Morningstar/Eveningstar (1986–1987) como Alan Bishop
- Convicted: A Mother's Story (1987) como Matthew Nickerson
- Runaway Ralph (1988) como Garfield
- Run Till You Fall (1988) como David Reuben
- The Wonder Years (1988–1993) como Kevin Arnold
- When You Remember Me (1990) como Mike Mills
- Christmas on Division Street (1991) como Trevor Atwood
- Seinfeld ("The Trip") (1992) como él mismo
- No One Would Tell (1996) como Bobby Tennison
- How Do You Spell God? (1996) Narrador
- Working (1997) como Matt Peyser
- Boy Meets World (Episode: "Everybody Loves Stuart") (1998) como Stuart
- Child Stars: Their Story (2000) Narrador
- Area 52 (2001) como Chase Auberg
- Oswald (2001) (Voz de Oswald)
- Law & Order: Special Victims Unit (2003) como Michael Gardner (Episodio: "Futility")
- Justice League Unlimited (2004) como Hawk y Dove
- Crumbs (2006) como Mitch Crumb
- Holidaze: The Christmas That Almost Didn't Happen (2006) como Rusty
- It's Always Sunny in Philadelphia (2007)
- Family Guy (2009) como él mismo
- Big Time Rush ("Big Time Christmas") (2010) como el Director
- Generator Rex (2010) como Noah
- Happy Endings (2011) como él mismo
- The Grinder (2015-2016) (serie de televisión)

### Trabajos como director
- Working (1999) 1 episodio
- Boy Meets World (1999–2000) 2 episodios
- All About Us (2001) 2 episodios
- Even Stevens (2001–2002) 2 episodios
- That's So Raven (2003–2005) 2 episodios
- Drake & Josh (2004) 1 episodio
- Unfabulous (2004–2005) 5 episodios
- Phil of the Future (2004–2006) 9 episodios
- Ned's Declassified School Survival Guide (2004–2007) 6 episodios
- Kitchen Confidential (2005) 1 episodio
- Zoey 101 (2005) 2 episodios
- What I Like About You (2005) 1 episodio
- Stephen's Life (2005) Telefilm
- Hannah Montana (2006–2007) 2 episodios
- Cavemen (2007) 1 episodio
- Daddy Day Camp (2007) (Largometraje, Tristar Pictures)
- Aliens in America (2007–2008) 4 episodios
- Wizards of Waverly Place (2007–2008) 3 episodios
- It's Always Sunny in Philadelphia (2007–2010) 18 episodios
- Ugly Betty (2008) 1 episodio
- Worst Week (2008) 1 episodio
- Zeke and Luther (2009) Episodio Piloto
- Ruby & The Rockits (2009) 1 episodio
- Greek (2009) 2 episodios
- Party Down (2009–2010) 9 episodios
- Sons of Tucson (2010) 1 episodio
- Big Time Rush (2010) 1 episodio
- Blue Mountain State (2010) 2 episodios
- Gigantic (2011) 2 episodios
- Happy Endings (2011) 2 episodios
- Perfect Couples (2011) 1 episodio
- Modern Family (2011) 2 episodios
- Breaking In (2011) 1 episodio
- Franklin & Bash (2011) 1 episodio
- Friends with Benefits (2011) 1 episodio
- 2 Broke Girls (2011) 2 episodios
- Best Friends Forever (2012) Episodio Piloto
- Dash & Lily (2020) 4 episodios

## Premios y nominaciones

### Director Guild of America
| Año  | Resultado | Award     | Categoría / Receptor |
| ---- | --------- | --------- | --- |
| 2007 | Ganador   | DGA Award | Logro directoral excepcional en programa infantil por: "Phil of the Future" (episodio "Not So Great Great Great Grandpa") |
| 2008 | Ganador   | DGA Award | Logro directoral excepcional en programa infantil por : "Wizards of Waverly Place" (episodio "The Crazy 10 Minute Sale")  |
| 2010 | Ganador   | DGA Award | Logro directoral excepcional en programa infantil por : "Zeke and Luther" (episodio piloto)                               |

### Razzie Awards
| Año  | Resultados | Award        | Categoría / Receptor               |
| ---- | ---------- | ------------ | ---------------------------------- |
| 2008 | Nominado   | Razzie Award | Worst Director for: Daddy Day Camp |

### Globos de Oro
| Año  | Resultados | Award        | Categoría / Receptor                                                         |
| ---- | ---------- | ------------ | ---------------------------------------------------------------------------- |
| 1990 | Nominado   | Golden Globe | Mejor Actuación en una Serie de TV - Comedia/Musical por: "The Wonder Years" |
| 1991 | Nominado   | Golden Globe | Mejor Actuación en una Serie de TV - Comedia/Musical por "The Wonder Years"  |

### Emmy Awards
| Año  | Resultado | Award | Categoría / Receptor                                             |
| ---- | --------- | ----- | ---------------------------------------------------------------- |
| 1989 | Nominado  | Emmy  | Actor Principal en una Serie de Comedia por : "The Wonder Years" |
| 1990 | Nominado  | Emmy  | Actor Principal en una Serie de Comedia por : "The Wonder Years" |

### People's Choice Awards
| Año  | Resultados | Award                 | Categoría / Receptor         |
| ---- | ---------- | --------------------- | ---------------------------- |
| 1990 | Ganador    | People's Choice Award | Artista Favorito de TV Joven |
| 1991 | Ganador    | People's Choice Award | Artista Favorito de TV Joven |

### Saturn Award
| Año  | Resultados | Award        | Categoría / Receptor                  |
| ---- | ---------- | ------------ | ------------------------------------- |
| 1988 | Ganador    | Saturn Award | Mejor actuación joven por Vice Versa. |

### Viewers for Quality Television Awards
| Año  | Resultados | Award   | Categoría / Receptor                                         |
| ---- | ---------- | ------- | ------------------------------------------------------------ |
| 1989 | Ganador    | Q Award | Mejor Actor en una Serie de Comedia por : "The Wonder Years" |
| 1990 | Ganador    | Q Award | Mejor Actor en una Serie de Comedia por : "The Wonder Years" |

### Academy of Science Fiction, Fantasy & Horror Films
| Año  | Resultados | Award        | Categoría / Receptor                               |
| ---- | ---------- | ------------ | -------------------------------------------------- |
| 1990 | Ganador    | Saturn Award | Mejor Actuación de un Actor Joven por : Vice Versa |

### Young Artist Awards
| Año  | Resultados | Award              | Categoría / Receptor |
| ---- | ---------- | ------------------ | --- |
| 1987 | Ganador    | Young Artist Award | Rendimiento excepcional por un joven actor, Papel de Reparto, Película - Comedia, Fantasía o Drama por: The Boy Who Could Fly |
| 1988 | Ganador    | Young Artist Award | Mejor Actor joven en una película de comedia- Drama por: The Princess Bride                                                   |
| 1989 | Ganador    | Young Artist Award | Mejor actuación joven en una serie de comedia por: "The Wonder Years"                                                         |
| 1990 | Nominado   | Young Artist Award | Mejor Actor de reparto joven en una Película por: The Wizard                                                                  |
| 1990 | Ganador    | Young Artist Award | Mejor actuación joven en una serie de comedia por: "The Wonder Years"                                                         |